# Theo Boer

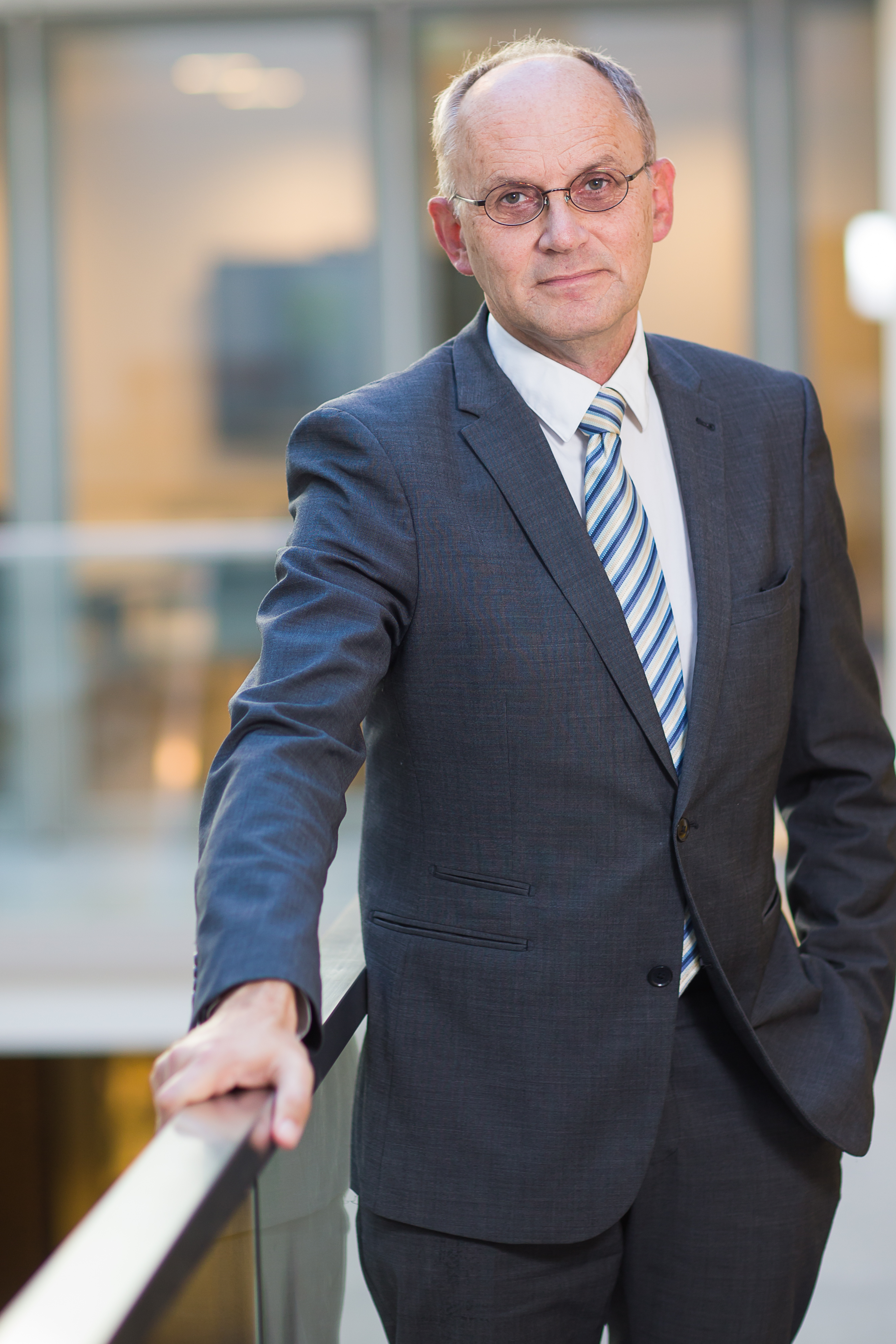
Theo Boer

Theodoor Adriaan (Theo) Boer (1960) is een Nederlandse ethicus. Hij werd vooral bekend door zijn bijdrage aan de discussie over euthanasie en de maakbaarheid van het leven.

## Studie en werk
Theo Boer studeerde van 1979-1991 theologie aan de universiteiten van Utrecht en Uppsala. In 1989 deed hij zijn leervicariaat (kerkelijke stage) in Karl-Marx-Stadt (Chemnitz). Aan de Universiteit van Uppsala verkreeg hij in 1995 het theologisch licentiaat met een studie over de ethiek van James M. Gustafson. In 1997 promoveerde hij bij Egbert Schroten te Utrecht op het proefschrift 'Theological Ethics after Gustafson: A Critical Analysis of the Normative Structure of James M. Gustafson's Theocentric Ethics'.
Van 1987-2001 werkte Boer bij het Centrum voor Bio-ethiek en Gezondheidsrecht (CBG), tegenwoordig Ethiek Instituut van de Universiteit Utrecht. Vanaf 2001 was hij universitair docent ethiek bij de Universiteit Utrecht vanwege de Nederlandse Hervormde Kerk (na 2004: Protestantse Kerk in Nederland). Van 2005 tot 2014 was Boer lid van een Regionale Toetsingscommissie Euthanasie. Van 2014 tot 2019 was hij werkzaam bij de Theologische Universiteit Kampen (TUK), waar hij de Lindeboom-leerstoel 'Ethiek van de zorg' bekleedde. Sinds 2019 is Boer hoogleraar Ethiek van de Gezondheidszorg aan de Protestantse Theologische Universiteit en visiting professor of the history of ethics bij de University of Sunderland.

## Ethiekbeoefening
Theo Boer sluit zich aan bij de ‘theocentrische ethiek’ van de Amerikaanse ethicus James M. Gustafson. Gustafson combineert vier bronnen: schrift en traditie, methodes en principes vanuit de wijsbegeerte, de natuurwetenschappen, en menselijke ervaringen. In de praktijk ligt hierdoor de nadruk op openheid van alle perspectieven en op de noodzaak van compromissen vanwege een door alle mensen gedeeld belang bij het voorkomen van chaos. Boer legt er daarnaast in navolging van Gustafson op dat de ethiek de feiten 'op orde' moet hebben: die zijn in de ethiek van even groot belang als normen, waarden of idealen.
Boer verwerkte voor zijn benadering van de ethiek elementen uit de tweerijkenleer bij Augustinus, Luther en  Reinhold Niebuhr tot een 'ethiek van de badkuip'. Deze benadering houdt in dat er met twee soorten ethiek gerekend moet worden, die met elkaar in een spanningsvolle verhouding staan: een ethiek van de 'bodem' (van regels en compromissen, ter voorkoming van chaos) en een ethiek van de 'rand' ('een ethiek van pluraliteit en vrijheid, met zicht op het ideale leven'). Het vermengen of verwarren van beide niveaus kan aldus Boer tot ongelukken leiden: het tot een verplichting maken van idealen, of het tot ideaal verheffen van het compromis. Deze benadering biedt in de sociale ethiek een theologische legitimering voor democratie en het sluiten van compromissen. 
In de toegepaste ethiek houdt Theo Boer zich vooral bezig met biomedische ethiek. Boer wordt geregeld binnen en buiten Nederland geraadpleegd als expert op het gebied van de Nederlandse praktijk en wetgeving rond euthanasie. Ook treedt hij geregeld op in de media. Hoewel geen tegenstander van euthanasie, geldt hij als een van de belangrijkste critici van het Nederlandse euthanasiemodel en bepleit hij in andere landen stringentere criteria, mocht daar tot legalisering worden overgegaan. De kritiek van Boer op de Nederlandse situatie richt zich onder andere op de verschuiving die hij in de praktijk waarneemt: waar de wet euthanasie als een uitzondering beschouwt ('nee, tenzij...'), wordt euthanasie in de praktijk steeds meer gezien als de regel ('ja, mits...'). Verder heeft hij zich uitgesproken tegen regels omtrent euthanasie bij kinderen, en pleit hij ervoor om artsen juist meer ruimte te geven voor het toepassen van palliatieve sedatie.
- Bibsys: 7076070
- Gemeinsame Normdatei: 1047228300
- International Standard Name Identifier: 0000 0000 4602 5255
- Library of Congress Control Number: no98103398
- Nationale Bibliotheek van Israël: 987007452007305171
- Nederlandse Thesaurus van Auteursnamen: 074516248
- Système universitaire de documentation: 171782526
- Virtual International Authority File: 29153804
- WorldCat: E39PBJf48HtRWCcBJDM6tkg9Xd